# فيروسات العقل (مقال)

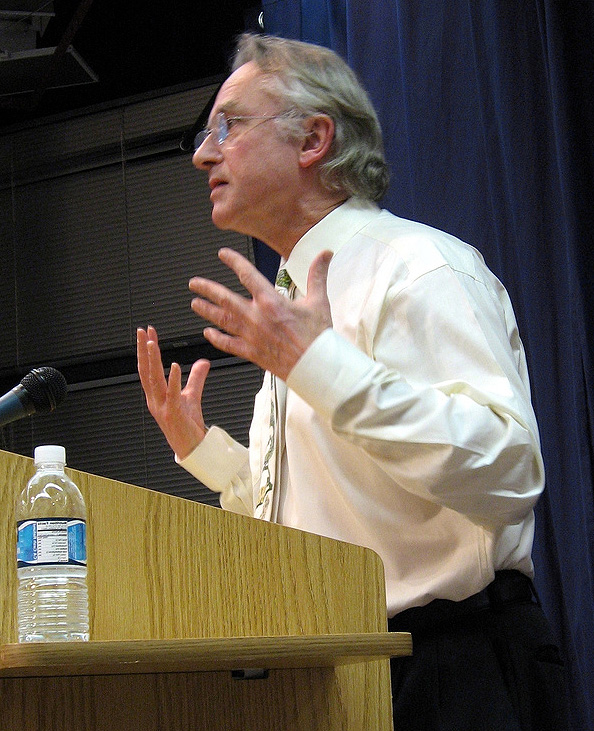

" فيروسات العقل" هو مقال كتبه عالم الأحياء التطوري البريطاني ريتشارد دوكينز، نُشر لأول مرة في كتاب "دينيت ونقاده: إزالة الغموض عن العقل"(1993). في الأصل، كتب دوكينز المقال في عام 1991 وسلمه كمحاضرة فولتير في 6 نوفمبر 1992 في مركز كونواي هول الإنساني. يناقش المقال كيف يمكن النظر إلى الدين على أنه ميم، وهي فكرة سبق أن أعرب عنها داوكينز في الجين الأناني (1976). يحلل دوكينز نشر الأفكار والسلوكيات الدينية باعتبارها فيروسًا متميّزًا، مشابهًة لكيفية انتشار الفيروسات البيولوجية والكمبيوترية. تم نشر المقال لاحقًا في كتاب قسيس الشيطان (2003) رالذي تم تحويل أفكاره بشكل موسع أكثر في البرنامج التلفزيوني (جذور كل الشرور" (The Root of All Evil؟) (2006).

## ردود الفعل المنتقدة
علق أليستر ماكغراث، عالم اللاهوت المسيحي، على تحليل دوكينز، مشيرًا إلى أن «الميمات ليس لها مكان في التفكير العلمي الجاد»،  وأن هناك أدلة قوية على أن مثل هذه الأفكار لا تنتشر عن طريق عمليات عشوائية، ولكن عن طريق إجرآت مخطط لها ومتعمدة، أن «تطور» الأفكاو هي لاماركية من آنها داروينية، ويشير إلى عدم وجود دليل على أن النماذج الوبائية تفسر انتشار الأفكار الدينية بشكل مفيد. يستشهد ماكغراث أيضًا بمراجعة ل 100 دراسة ويقول إن «إذا كان للدين تأثير إيجابي على رفاهية الإنسان بنسبة 79٪ من الدراسات الحديثة في هذا المجال، فكيف يمكن اعتباره مماثلاً للفيروس؟» 

## روابط خارجية
- فيروسات العقل  عنوان لبديل